# کا-فه بو
کا-فه بو (به لاتین: Ka-fe Beau) یک منطقهٔ مسکونی در گرنادا است که در Saint George Parish, Grenada واقع شده‌است. کا-فه بو ۵۷ متر بالاتر از سطح دریا واقع شده‌است.